# Don't Trust the B---- in Apartment 23
Don't Trust the B---- in Apartment 23 (bra: Não Confie na P--- do Apartamento 23; prt: Apartamento 23) é uma sitcom estadunidense criada por Nahnatchka Khan. Sua exibição nos Estados Unidos ocorreu entre 11 de abril de 2012 e 6 de setembro de 2014, compondo duas temporadas e 26 episódios. Originalmente exibida para substituir Happy Endings na programação da emissora ABC, a série foi renovada para uma segunda temporada em maio de 2012. Seis episódios produzidos para a primeira temporada foram ao ar como parte da segunda, sem levar em conta a continuidade do enredo.
Na estória, Krysten Ritter interpreta Chloe, uma festeira irresponsável que mantém seu aluguel convidando colegas de quarto para se mudarem, pedindo pagamento adiantado e se comportando de maneira ultrajante até que elas saiam. Sua última colega de quarto, June Colburn, se mostra mais difícil de ir embora, e as duas acabam formando uma amizade improvável. O elenco de apoio inclui James Van Der Beek, que interpreta uma versão fictícia de si mesmo.

## Enredo
A ingênua June Colburn se muda de Richmond, Indiana, para a cidade de Nova York para atuar no emprego dos sonhos, até descobrir que a empresa faliu e sua vaga não existe mais. Ela acaba indo dividir apartamento com uma festeira bon vivant chamada Chloe, que mantém seu aluguel convidando colegas de quarto para se mudarem, pedindo pagamento adiantado e se comportando de maneira ultrajante até que elas saiam. June se mostra mais difícil de ir embora do que o esperado, e quando June reverte a última tentativa de Chloe de expulsá-la de uma forma inesperada, elas acabam formando uma amizade improvável.

## Elenco e personagens

### Principais
- Krysten Ritter como Chloe, uma vigarista festeira, irresponsável, aproveitadora e sexualmente aventureira
- Dreama Walker como June Colburn, uma garota ingênua que se torna colega de quarto de Chloe depois de perder seu emprego e seu apartamento
- Liza Lapira como Robin, uma enfermeira e uma das ex-colegas de quarto de Chloe, que é obcecada por ela (temporada 1; convidada, temporada 2)[a]
- Michael Blaiklock como Eli Webber, um inspetor de saúde da cidade e vizinho de Chloe e June que ocasionalmente as espia
- Eric André como Mark Reynolds, o gerente manso de uma cafeteria que contrata June para trabalhar para ele
- James Van Der Beek como uma versão ficcional de si mesmo, que é um amigo próximo de Chloe e está desesperado para renovar sua carreira de ator
- Ray Ford como Luther Wilson, assistente pessoal de James (temporada 2; recorrente, temporada 1)[a]

### Recorrentes
- Eve Gordon como Connie Colburn, mãe de June
- Peter MacKenzie como Donald Colburn, pai de June
- Jennie Pierson como Pepper, uma colega de trabalho socialmente desajeitada de June e Mark na cafeteria
- Rosalind Chao como Jin, uma pastora da Primeira Igreja Batista Coreana, onde June frequenta os cultos
- Ben Lawson como Benjamin Lovett, um diretor australiano, que é amigo de James e se torna um interesse amoroso de Chloe

### Convidados
- Tate Ellington como Steven, ex-noivo de June
- Katherine Tokarz como Nicole, uma enfermeira com quem Steven trai June
- Angelique Cabral como Fox Paris, rival de June na Harkin Financial
- Teresa Huang como Hillary, colega de trabalho de June na Harkin Financial
- Michael Landes como Scott, pai de Chloe, que teve um breve relacionamento com June
- Marin Hinkle como Karen, a mãe paraplégica de Chloe
- Kerris Dorsey como Molly, filha adotiva temporária de Chloe
- Nora Kirkpatrick como Crissy, amiga de June
- Hartley Sawyer como Charles, breve relacionamento sexual de June
- Shanti Lowry como Valentina, parceira de James no Dancing with the Stars
- David Krumholtz como Patrick Kelly, o criador da história em quadrinhos Tall Slut, No Panties, baseada em Chloe
- Keith Allan como Peter, um funcionário da revista People
- Missi Pyle como Angie Beckencort, uma péssima dançarina profissional que acaba se tornando parceira de James no Dancing with the Stars
- Fiona Gubelmann como Stephanie, amiga de June do pilates
- Kyle Howard como Daniel, breve namorado de June
- Michael Stahl-David como Teddy, amiga de infância de Chloe do acampamento psicopata
- Nicholas D'Agosto como Will, assistente do agente de James que tem um breve namoro com June
- Jonathan Willie Cruz como James Martinez, instrutora de yoga de June e Luther
- Meg Chambers Steedle como Emily, breve namorada de James
- Sarah Wright Olsen como Trish, primeira colega de quarto de Chloe
- Meagen Fay como Katherine, mãe de James

### Aparições especiais
- Kiernan Shipka, parceira de James em um filme
- Kevin Sorbo, encontro não-intencional de Chloe
- Dean Cain, rival de James no Dancing with the Stars
- Busy Philipps, ex-co-estrela de James em Dawson's Creek
- Frankie Muniz, um comprador infeliz
- Mark-Paul Gosselaar, que dá a James uma conversa estimulante sobre fama passageira
- Charo, musa de Chloe
- Richard Dean Anderson, um dos candidatos em potencial para ser o pai biológico de James

## Episódios

### Resumo
| Temporada | Temporada | Episódios | Episódios | Originalmente exibido | Originalmente exibido |
| Temporada | Temporada | Episódios | Episódios | Estreia da temporada  | Final da temporada    |
| --------- | --------- | --------- | --------- | --------------------- | --------------------- |
|           | 1         | 7         | 7         | 11 de abril de 2012   | 23 de maio de 2012    |
|           | 2         | 19        | 19        | 23 de outubro de 2012 | 6 de setembro de 2014 |

### 1ª temporada (2012)
| N.º na série | N.º na temp. | Título                                   | Dirigido por     | Escrito por                   | Exibição original   | Cód. de produção | Audiência nos EUA (milhões) |
| --- | ------------ | ---------------------------------------- | ---------------- | ----------------------------- | ------------------- | ---------------- | --------------------------- |
| 1 | 1            | "Pilot" "Piloto"                         | Jason Winer      | Nahnatchka Khan               | 11 de abril de 2012 | 1ATF79           | 6.91                        |
| June consegue o emprego dos seus sonhos em uma empresa de hipotecas e um apartamento em Manhattan, enquanto seu noivo, Steven, termina seu mestrado em Indiana. No entanto, em seu primeiro dia de trabalho, a empresa é fechada depois que o CEO é preso por peculato, fazendo com que June perca o emprego e o apartamento. Ela então conhece e é instantaneamente atraída por uma colega de quarto em potencial, Chloe, que é amiga e ex-namorada do ator James Van Der Beek. June decide que quer se mudar, mas Chloe logo revela suas verdadeiras intenções, pois planeja roubar de June o dinheiro do aluguel. June retalia vendendo todos os pertences de Chloe. Quando Steven chega para o aniversário de June, Chloe descobre que ele está traindo June com várias mulheres. Ela tenta alertar June, que se recusa a acreditar. Depois de ser pega fazendo sexo com Steven no bolo de aniversário de June, Chloe explica a June que ela só fez isso para provar que ele era infiel. Apesar de triste, June agradece por Chloe tê-la ajudado a descobrir a verdade sobre Steven, e as duas formam uma amizade incomum. |              |                                          |                  |                               |                     |                  |                             |
| 2 | 2            | "Daddy's Girl..." "Menina do Papai..."   | Michael Spiller  | Nahnatchka Khan               | 18 de abril de 2012 | 1ATF01           | 6.43                        |
| Após o rompimento de June e Steven, Chloe a arruma com um homem que ela acredita ser perfeito para ela, Scott. Os dois se dão bem, até que June descobre que Scott é o pai de Chloe, que ela afirma estar separado de sua mãe. Para piorar a situação, a mãe de Chloe, em uma cadeira de rodas, aparece angustiada, suspeitando que seu marido a está traindo. Enquanto isso, James dá aulas de atuação na Universidade de Nova Iorque, mas não consegue fazer com que seus alunos se interessem por nada além de seu papel em Dawson's Creek. |              |                                          |                  |                               |                     |                  |                             |
| 3 | 3            | "Parent Trap..." "Armadilha Parental..." | Chris Koch       | Sally Bradford McKenna        | 25 de abril de 2012 | 1ATF09           | 4.91                        |
| Quando June, que está conciliando um estágio não remunerado com seu trabalho na cafeteria, acusa Chloe de ser egoísta e irresponsável, Chloe adota uma filha e a contrata como sua assistente pessoal. James consegue um papel em um filme ao lado da estrela infantil de Mad Men, Kiernan Shipka. |              |                                          |                  |                               |                     |                  |                             |
| 4 | 4            | "The Wedding..." "O Casamento..."        | Chris Koch       | Casey Johnson & David Windsor | 2 de maio de 2012   | 1ATF04           | 5.73                        |
| June fica deprimida ao receber um convite de casamento endereçado a ela e a seu ex-noivo, Steven. Chloe decide sair com June pela cidade e ensiná-la a ser confiante. No entanto, Chloe fica com ciúmes da amizade entre June e James. |              |                                          |                  |                               |                     |                  |                             |
| 5 | 5            | "Making Rent..." "Pagando o Aluguel..."  | Michael Spiller  | Corey Nickerson               | 9 de maio de 2012   | 1ATF03           | 5.69                        |
| Depois que June pega Chloe fazendo o golpe da colega de quarto novamente, as duas tentam encontrar maneiras alternativas de pagar o aluguel. James lança uma nova linha de jeans super skinny chamada Beek Jeans. |              |                                          |                  |                               |                     |                  |                             |
| 6 | 6            | "It's Just Sex..." "É Só Sexo..."        | Nanette Burstein | Billy Finnegan                | 16 de maio de 2012  | 1ATF07           | 4.73                        |
| Chloe incentiva June a fazer sexo casual com um cliente da cafeteria por quem ela se sente atraída. No entanto, quando o homem se apega emocionalmente a June, Chloe insiste que ela termine com ele. James entra em pânico quando uma cópia de uma velha fita de sexo dele e Chloe cai nas mãos de um distribuidor pornográfico. |              |                                          |                  |                               |                     |                  |                             |
| 7 | 7            | "Shitagi Nashi..."                       | Wendey Stanzler  | Casey Johnson & David Windsor | 23 de maio de 2012  | 1ATF10           | 5.60                        |
| June luta para acompanhar o estilo de vida acelerado de Chloe e acaba no hospital com intoxicação alcoólica. Ela também descobre que Chloe é o tema de um romance gráfico chamado Tall Slut, No Panties, que é popular no Japão. James fica chateado quando descobre que Dean Cain tem um camarim maior quando ambos competem em Dancing with the Stars. |              |                                          |                  |                               |                     |                  |                             |

### 2ª temporada (2012–14)
| N.º na série | N.º na temp. | Título                                                           | Dirigido por      | Escrito por                   | Exibição original                        | Cód. de produção | Audiência nos EUA (milhões) |
| --- | ------------ | ---------------------------------------------------------------- | ----------------- | ----------------------------- | ---------------------------------------- | ---------------- | --------------------------- |
| 8 | 1            | "A Reunion..." "Uma Reunião..."                                  | Wendey Stanzler   | Nahnatchka Khan               | 23 de outubro de 2012                    | 2ATF01           | 4.20                        |
| Quando James recebe uma carta dos membros do elenco de Dawson's Creek convocando-o a participar de um episódio de reunião para marcar o 10º aniversário do final da série, June decide fazer a reunião acontecer. No entanto, Chloe revela a June que é ela quem envia cartas falsas a ele todos os anos. Depois que Chloe confessa tudo para James, ele decide seguir em frente com o reencontro e liga para seus ex-colegas de elenco, apenas para descobrir que todos o odeiam por causa de algo que ele fez quando o show acabou.Busy Philipps, Frankie Muniz e Mark-Paul Gosselaar aparecem como versões fictícias de si mesmos.                                                                |              |                                                                  |                   |                               |                                          |                  |                             |
| 9 | 2            | "Love and Monsters..." "Amor e Monstros..."                      | Victor Nelli, Jr. | Sally Bradford McKenna        | 30 de outubro de 2012                    | 2ATF03           | 3.25                        |
| James, que tem pavor do Halloween, dá sua "festa de positividade" anual no Halloween. June descobre que Chloe está namorando um homem chamado Benjamin e fica feliz em ver sua amiga em um relacionamento real, até que ela descobre que ele é a última vítima da pegadinha anual de Halloween de Chloe, em que ela faz os medos mais profundos de uma pessoa se tornarem realidade. Chloe planeja fazer Benjamin pensar nela como sua mãe, que o deixou quando ele tinha sete anos, antes de terminar com ele. Benjamin revela que soube da pegadinha dela por meio de James, e está pregando a mesma peça para ela, fazendo-a viver sua vida como se fosse um filme destinado ao público feminino. |              |                                                                  |                   |                               |                                          |                  |                             |
| 10 | 3            | "Sexy People..." "Pessoas Sensuais..."                           | Lev L. Spiro      | Corey Nickerson               | 13 de novembro de 2012                   | 2ATF04           | 3.10                        |
| June aguarda o anúncio do "homem mais sexy do mundo" da revista People. Quando ela diz que James não é sexy o suficiente para entrar na lista, Chloe diz que June irá admirar qualquer homem que estampar a capa da revista. Para provar seu ponto, Chloe assume o escritório da People fingindo ser a nova editora-chefe e coloca James na capa, levando June a vê-lo com novos olhos. |              |                                                                  |                   |                               |                                          |                  |                             |
| 11 | 4            | "It's a Miracle..." "É um Milagre..."                            | Rebecca Asher     | Casey Johnson & David Windsor | 20 de novembro de 2012                   | 2ATF02           | 2.99                        |
| Chloe e June têm pensamentos diferentes sobre o Dia de Ação de Graças. Como June não tem dinheiro para voltar para casa e comemorar com a família, Chloe a convence a ir à casa de seus pais no Dia de Ação de Graças, mas June começa a se sentir desconfortável. Enquanto isso, James se oferece como voluntário em um refeitório exclusivo de celebridades para atrair publicidade, mas fica desagradavelmente surpreso quando ele e Luther são forçados a realmente trabalhar. |              |                                                                  |                   |                               |                                          |                  |                             |
| 12 | 5            | "Whatever It Takes..." "O Que For Preciso..."                    | Henry Chan        | David Hemingson               | 4 de dezembro de 2012                    | 1ATF06           | 2.98                        |
| Chloe ensina June como fazer networking bebendo no distrito financeiro, mas quando Chloe consegue um jovem corretor atraente cujo pai é um magnata de Wall Street, ela também consegue para June uma oferta de emprego dos sonhos, embora haja condições e June tenha que tomar um decisão difícil. Enquanto isso, James fica preocupado quando faz dupla com a pior dançarina profissional do Dancing with the Stars. |              |                                                                  |                   |                               |                                          |                  |                             |
| 13 | 6            | "Bar Lies..." "Mentiras de Bar..."                               | Aundre Johnson    | Laura McCreary                | 11 de dezembro de 2012                   | 1ATF11           | 2.49                        |
| James e Luther viajam para Los Angeles para a estreia da temporada de Dancing with the Stars. Chloe aproveita a cobertura vazia de James para um de seus golpes lucrativos. |              |                                                                  |                   |                               |                                          |                  |                             |
| 14 | 7            | "A Weekend in the Hamptons..." "Um Fim de Semana no Hamptons..." | David Hemingson   | Billy Finnegan                | 18 de dezembro de 2012                   | 1ATF12           | 2.53                        |
| Como June aguarda ansiosamente notícias sobre uma possível entrevista de emprego e James ainda está chateado com o fiasco do Dancing with the Stars, Chloe decide levar todos para uma escapada de fim de semana nos Hamptons, onde planeja invadir uma festa cobiçada. |              |                                                                  |                   |                               |                                          |                  |                             |
| 15 | 8            | "Paris..."                                                       | Jeffrey Walker    | Laura McCreary                | 6 de janeiro de 2013                     | 2ATF05           | 2.21                        |
| June está nervosa e animada para começar seu novo emprego na Harkin Financial. Ela faz amizade com uma colega de trabalho aparentemente legal, Fox Paris, mas Chloe avisa a June que ela pode ser uma traidora. As suspeitas de Chloe logo se provam verdadeiras e, embora ela inicialmente se ofereça para ajudar June a derrubar Fox, Chloe e Fox acabam se tornando amigas, para desespero de June. Enquanto isso, Mark pede conselhos a James sobre seus novos sentimentos por June. |              |                                                                  |                   |                               |                                          |                  |                             |
| 16 | 9            | "The Scarlet Neighbor..." "O Vizinho Escarlate..."               | Wendey Stanzler   | Laura McCreary                | 8 de janeiro de 2013                     | 1ATF05           | 3.11                        |
| Chloe e June participam de sua primeira reunião de inquilinos depois que uma nova família se muda para o prédio, mas Chloe acaba fazendo uma cena e gerando indignação entre os outros moradores. June fica determinada a restaurar a reputação de Chloe, encorajando-a a começar a namorar homens apropriados. No entanto, o tiro sai pela culatra quando Chloe volta sua atenção para Mark, o que se complicou ainda mais com a tentativa de James de sabotar os esforços virtuosos de June. |              |                                                                  |                   |                               |                                          |                  |                             |
| 17 | 10           | "Mean Girls..." "Meninas Malvadas..."                            | Chris Koch        | Sally Bradford McKenna        | 13 de janeiro de 2013                    | 1ATF02           | 1.76                        |
| Quando Chloe resiste aos esforços de June para se relacionar com ela, June faz amizade com um grupo de mulheres de sua aula de pilates que são a epítome do que Chloe detesta. Enquanto isso, James se inscreve para ser o mentor de uma criança carente, a fim de fortalecer sua imagem pública. |              |                                                                  |                   |                               |                                          |                  |                             |
| 18 | 11           | "Dating Games..." "Jogos de Namoro..."                           | Gail Mancuso      | Erik Durbin                   | 15 de janeiro de 2013                    | 2ATF08           | 2.73                        |
| June e Mark estão obcecados com um reality show de namoro, e Chloe incentiva June a sair e conseguir um encontro de verdade. No entanto, quando Chloe e June acabam convidando o mesmo homem, Daniel, elas são sugadas para seu próprio jogo de namoro, com James orquestrando vários desafios enquanto as garotas competem pelo afeto de Daniel. |              |                                                                  |                   |                               |                                          |                  |                             |
| 19 | 12           | "The Leak..." "O Vazamento..."                                   | Michael Spiller   | Tina Kil                      | 25 de março de 2013 19 de julho de 2014  | 1ATF08           | —                           |
| James concentra toda a sua atenção no treinamento para sua próxima aparição no Dancing with the Stars. Quando Luther é encarregado de manter James em um regime rígido, uma Chloe ciumenta tenta sabotar seus esforços, pois acredita que James não deve se sobrecarregar. Para piorar a situação, uma foto embaraçosa de James vaza na Internet. |              |                                                                  |                   |                               |                                          |                  |                             |
| 20 | 13           | "Monday June..." "June de Segunda-Feira..."                      | Fred Goss         | David Hemingson               | 1 de abril de 2013 26 de julho de 2014   | 2ATF07           | —                           |
| June está tão ocupada com o trabalho que não tem tempo para mais nada, incluindo Chloe. Para resolver isso, Chloe decide dar a June um relaxante à base de ervas, fazendo com que ela desmaie por dois dias. Enquanto tenta entender o que aconteceu, June descobre algumas coisas surpreendentes sobre si mesma. Enquanto isso, James luta com a ideia de que pode ter engravidado a amiga de June, Crissy, no dia do casamento. |              |                                                                  |                   |                               |                                          |                  |                             |
| 21 | 14           | "Teddy Trouble..." "Problemas com Teddy..."                      | Gail Mancuso      | Billy Finnegan                | 8 de abril de 2013 2 de agosto de 2014   | 2ATF06           | —                           |
| Chloe e June recebem uma visita surpresa de Teddy, amigo de infância de Chloe do acampamento de psicopatas, que a visita todos os anos quando para de tomar seus remédios. Com a ajuda de sua amiga mentalmente instável, Chloe planeja lutar contra um grupo de mulheres perversas de fora da cidade para conseguir uma pechincha na liquidação anual de uma loja de departamentos. No entanto, Chloe se vê cada vez mais distraída com o retorno de Benjamin, que June insiste ser o verdadeiro amor de Chloe. Enquanto isso, James fica arrasado ao saber que seu estoque excessivo de calças jeans acabou relegado nas lojas de liquidação e ninguém está comprando.                             |              |                                                                  |                   |                               |                                          |                  |                             |
| 22 | 15           | "The D..." "O D..."                                              | Jeffrey Walker    | Jeff Chiang & Eric Ziobrowski | 15 de abril de 2013 9 de agosto de 2014  | 2ATF09           | —                           |
| June recebe sua avaliação de colega de quarto de um ano de Chloe, na qual ela fica chocada ao saber que recebeu uma nota D. Depois que June presume que sua nota baixa pode ter resultado de seu histórico de namoro ruim, Luther a apresenta ao assistente do agente de James, Will. Os dois se dão bem, mas seus encontros são constantemente interrompidos por telefonemas de um dos clientes de Will, um romancista exigente que o trata como um garoto de recados. Enquanto isso, James luta com sua audição para um novo filme de Woody Allen. |              |                                                                  |                   |                               |                                          |                  |                             |
| 23 | 16           | "The Seven Year Bitch..." "A Vadia de Sete Anos..."              | Stuart Bass       | Tina Kil                      | 22 de abril de 2013 16 de agosto de 2014 | 2ATF10           | —                           |
| James convida Chloe e June para jantar e conhecer a mulher com quem ele está namorando, Emily. Chloe decide usar seu poder de veto sobre Emily, forçando James a terminar com ela. No entanto, ela descobre mais tarde que James continua secretamente saindo com Emily, levando Chloe a dar um tempo em sua amizade de sete anos. June e Luther percebem que devem reunir Chloe e James depois que seu tempo separados leva a consequências desastrosas. |              |                                                                  |                   |                               |                                          |                  |                             |
| 24 | 17           | "Using People..." "Usando Pessoas..."                            | Michael McDonald  | Sally Bradford McKenna        | 29 de abril de 2013 23 de agosto de 2014 | 2ATF11           | —                           |
| June fica chocada ao descobrir que Chloe tem comparecido às reuniões dos Alcoólicos Anônimos para compartilhar suas histórias de festas malucas enquanto roubava bebida de viciados em recuperação. Pepper marca um encontro para Mark com uma de suas amigas, e June luta para esconder seu ciúme. Chloe acusa June de usar Mark, fazendo-o fazer favores sabendo que ele gosta dela. Depois que Mark admite para June que sente algo por ela, eles decidem fazer sexo, mas acaba sendo horrível. Enquanto isso, James descobre que está na pré-seleção para um filme de Martin Scorsese, embora Scorsese não o considere profundo o suficiente para o papel.                                       |              |                                                                  |                   |                               |                                          |                  |                             |
| 25 | 18           | "Ocupado..."                                                     | David Hemingson   | Casey Johnson & David Windsor | 6 de maio de 2013 30 de agosto de 2014   | 2ATF12           | —                           |
| Chloe está animada para passar um tempo com Benjamin, que estará na cidade para dirigir James em um comercial de óculos de sol. Chloe e Benjamin se unem pelo fato de ambos estarem namorando outras pessoas, embora Chloe mais tarde fique com um ciúme incomum ao descobrir que não é a mulher número um no ciclo de namoro de Benjamin. |              |                                                                  |                   |                               |                                          |                  |                             |
| 26 | 19           | "Original Bitch..." "A Vadia Original..."                        | Nahnatchka Khan   | Corey Nickerson               | 13 de maio de 2013 6 de setembro de 2014 | 2ATF13           | —                           |
| Chloe contrata um investigador particular para rastrear sua primeira colega de quarto em Nova York, Trish, de quem Chloe busca vingança desde que roubou seu sonho de se tornar uma dançarina em um popular programa de dança na televisão, anos antes. Ao descobrir que Trish morreu, os planos de vingança não realizados de Chloe começam a assombrar seus sonhos. Em uma sequência de sonho, Chloe deve completar desafios para alcançar seu objetivo e derrubar Trish como a melhor dançarina do show, ao mesmo tempo em que percebe que precisa confiar em June como sua amiga. Enquanto isso, James descobre que seu pai não é seu pai biológico.                                             |              |                                                                  |                   |                               |                                          |                  |                             |

## Produção e lançamento
Por volta de janeiro de 2009, o projeto estava sendo produzido para a emissora estadunidense Fox com o título provisório You Can't Trust the Bitch in Apartment 23, mas não foi selecionada para ir ao ar naquele ano. No ano seguinte, a ABC deu sinal verde para a produção de um episódio piloto. Em maio de 2011, a emissora confirmou a produção da série com o título reduzido Apartment 23. No mesmo mês, a emissora anunciou que a série substituiria Happy Endings na programação, a partir do outono estadunidense. Em outubro, a ABC mudou novamente o nome da série, desta vez para uma versão censurada da palavra "Bitch" (vadia, em inglês) para "B----". Antes de sua estreia na televisão, os dois primeiros episódios da série foram disponibilizados digitalmente nos Estados Unidos nas plataformas iTunes, Hulu e Xfinity, e no site da ABC; e no Canadá na plataforma Rogers on Demand e no site da emissora local Citytv.
Em 11 de maio de 2012, a ABC renovou a série para uma segunda temporada. Em 23 de maio, a primeira temporada encerrou sua transmissão; sete episódios foram ao ar, apesar de a ordem inicial ter sido de 13 episódios. Por isso, seis episódios foram empurrados para a transmissão televisiva seguinte, totalizando 19 episódios para a segunda temporada. A ABC optou por transmitir os seis episódios restantes fora de ordem, intercalando os episódios da primeira e da segunda temporada sem levar em consideração a continuidade da estória. Como resultado, alguns arcos da trama de vários episódios (particularmente a aparição de James em Dancing with the Stars e as dificuldades de June em um novo emprego fora da cafeteria) são quase incompreensivelmente confusos na ordem de transmissão original. Para a segunda temporada, Ray Ford foi promovido ao elenco principal, após ter tido aparições recorrentes na temporada anterior.
Em 22 de janeiro de 2013, após 11 episódios da segunda temporada terem sido exibidos, a ABC anunciou a remoção imediata da série de sua programação. No dia seguinte, o elenco confirmou o cancelamento da série. Em fevereiro, a estrela Krysten Ritter afirmou acreditar que os oito episódios remanescentes da temporada seriam transmitidos no verão seguinte. Em abril, a emissora confirmou que os oito episódios seriam lançados no iTunes, no Hulu e em seu site entre 17 de maio e 2 de junho. Em 14 de julho de 2014, o canal de televisão por assinatura estadunidense Logo TV anunciou que exibiria a série em sua ordem correta, incluindo os oito episódios não transmitidos pela ABC, a partir de 19 de julho.

## Recepção

### Crítica especializada
Durante a primeira cerimônia dos Prêmios Critics' Choice Television, em 20 de junho de 2011, Don't Trust the B---- in Apartment 23 e outras oito produções foram consideradas as séries inéditas mais esperadas, uma categoria votada por jornalistas de televisão que assistiram os episódios pilotos das indicadas.
No agregador de críticas Rotten Tomatoes, a primeira temporada tem um índice de aprovação de 88% com base em 41 avaliações, com uma classificação média de 6.8/10. O consenso geral do site diz: "Uma sitcom estranha com um toque moderno, Don't Trust the B---- in Apartment 23 é mais elegante e inteligente do que o esperado, graças à atuação forte e ao diálogo ágil". Para a primeira temporada, o Metacritic calculou uma média de 71 de 100 com base em 29 avaliações, indicando "avaliações geralmente favoráveis".
A segunda temporada tem um índice de aprovação de 83% no Rotten Tomatoes, com base em 12 avaliações, com uma classificação média de 7.3/10. O consenso geral do site diz: "A dupla única Krysten Ritter e Dreama Walker continua a entreter na segunda temporada sarcástica de Don't Trust the B----, que aprimora ainda mais sua voz cômica e comentários sarcásticos".

### Audiência
| Temporada | Horário (ET)                                         | Episódios | Primeira exibição     | Primeira exibição   | Última exibição       | Última exibição     | Rank | Méd. audiência (milhões) |
| Temporada | Horário (ET)                                         | Episódios | Data                  | Audiência (milhões) | Data                  | Audiência (milhões) | Rank | Méd. audiência (milhões) |
| --------- | ---------------------------------------------------- | --------- | --------------------- | ------------------- | --------------------- | ------------------- | ---- | ------------------------ |
| 1         | Quarta-feira 21:30                                   | 7         | 11 de abril de 2012   | 6.91                | 23 de maio de 2012    | 5.60                | 89   | 6.37                     |
| 2         | Terça-feira 21:30 (1–7, 9, 11) Domingo 22:30 (8, 10) | 19        | 23 de outubro de 2012 | 4.20                | 6 de setembro de 2014 | 2.73                | 125  | 3.82                     |

### Prêmios e indicações
| Ano  | Prêmio             | Categoria                                                                    | Indicado(s)        | Resultado | Ref.   |
| ---- | ------------------ | ---------------------------------------------------------------------------- | ------------------ | --------- | ------ |
| 2012 | Teen Choice Awards | Choice TV: Breakout Performance – Female                                     | Dreama Walker      | Indicado  | [ 45 ] |
| 2012 | Teen Choice Awards | Choice TV: Villain                                                           | Krysten Ritter     | Indicado  | [ 45 ] |
| 2012 | Teen Choice Awards | Choice TV: Male Scene Stealer                                                | James Van Der Beek | Indicado  | [ 45 ] |
| 2012 | Artios Award       | Outstanding Achievement in Casting – Television Pilot – Comedy               | Lisa Miller Katz   | Indicado  | [ 46 ] |
| 2013 | Young Artist Award | Best Performance in a TV Series – Guest Starring Young Actress 11–13         | Kiernan Shipka     | Indicado  | [ 47 ] |
| 2013 | Young Artist Award | Best Performance in a TV Series – Guest Starring Young Actress Ten and Under | Danielle Parker    | Indicado  | [ 47 ] |

## Disponibilidade internacional
No Brasil, a série foi exibida pelo antigo canal Fox Brasil, hoje conhecido como Star Channel.
| Região        | Data de estreia       | Emissora    | Ref.          |
| ------------- | --------------------- | ----------- | ------------- |
| Canadá        | 11 de abril de 2012   | City        | [ 49 ] [ 50 ] |
| Reino Unido   | 24 de maio de 2012    | E4          | [ 51 ]        |
| Irlanda       | 24 de maio de 2012    | E4          | [ 51 ]        |
| Ásia-Pacífico | 25 de junho de 2012   | Star World  | [ 52 ]        |
| Austrália     | 3 de setembro de 2012 | Arena       | [ 53 ]        |
| Nova Zelândia | 9 de outubro de 2012  | Four        | [ 54 ]        |
| Irlanda       | 8 de novembro de 2012 | RTÉ Two     | [ 55 ]        |
| África do Sul | 4 de junho de 2013    | MNET Series | [ 56 ]        |